# Медник

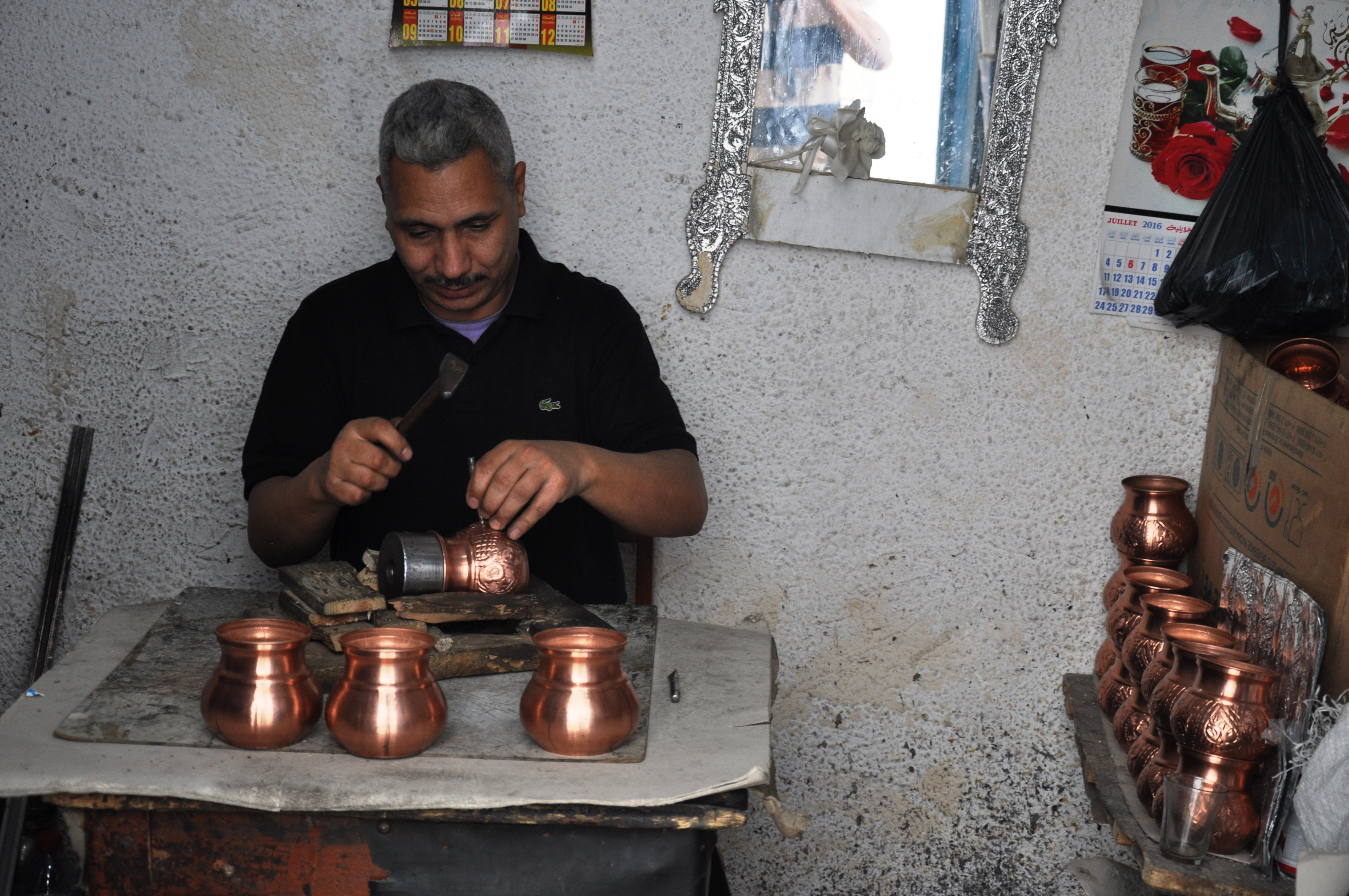
Медник в Тунисе

Ме́дник — одна из древнейших профессий человека, связанная с обработкой металлов, за которой стоит тысячелетняя история. Название происходит от слова «медь». Профессиональная направленность медника — это обработка медных сплавов (медь, латунь, бронза) методами слесарной обработки и пайки. Именно из профессии медника образовалась более поздняя профессия — сварщик. Другие названия медника — паяльщик, лудильщик.

## Медницкие работы
- Обработка листового материала слесарными методами.
- Пайка легкоплавкими и тугоплавкими припоями: котлы, трубопроводы холодильных установок и тому подобное.
- Чеканка и выколотка.
- Лужение изделий.

## Медницкий инструмент
Медники в своей профессиональной деятельности применяют следующий инструмент и оборудование:
- Паяльники: электрические и печные.
- Напильники: личные, бархатные.
- Щётки ручные для очистки поверхности: металлические простые и ёршики.
- Щётки механические: работа на шлифмашине.
- Молоток.
- Зубила: разных размеров для рубки металла.
- Пассатижи, кусачки, бокорезы.
- Ножницы по металлу: резка листовой меди, латуни и листовых припоев.
- Клейма: клеймение некоторых изделий.
- Инструмент для чеканки.
- Наковальня: правка и рихтовка заготовок.
- Кисти: для нанесения жидких флюсов и кислот на обрабатываемую поверхность.

Оборудование:
- Печи: муфельные, газовые, угольные горны.
- Паяльная лампа.
- Газокислородное оборудование
- Ручная шлифовальная машина
- Электродрель
- Сверлильный станок
- Точильный станок

Расходные материалы:
- Топливо: уголь, кокс, бензин, керосин, пропан, ацетилен.
- Кислород: при газопламенной обработке металла.
- Флюсы: при пайке.
- Кислоты и соли: при пайке и очистке поверхности (Соляная, Серная, Азотная кислота, хлористый цинк).
- Припои: при пайке металлов и сплавов.

## Техника безопасности при медницких работах
Главными источниками опасности при медницких работах являются — открытый огонь, расплавы металлов и флюсов, агрессивные кислоты. Меры по предупреждению профессиональных опасностей:
- Наличие средств защиты органов дыхания, рук, ног: Спецодежда и спецобувь.
- Наличие средств пожаротушения.

## Профессиональные заболевания медников
Медницкие работы сопряжены с использованием режущего инструмента, открытого огня, расплавленных металлов и флюсов, растворов минеральных кислот, и приводят при небрежности и недостаточной защите рабочего к следующим травмам и заболеваниям:
- Отравления: Парами меди, цинка, свинца, кадмия, ртути, окислами металлов и солями металлов и кислот.

- Ожоги тепловые: Ожоги открытым огнём горелок и печей, расплавами металлов и флюсов.
- Ожоги химические: Ожоги крепкими кислотами, — в том числе и сильно нагретыми.
- Травмы рук: Порезы.